# غراند براري (تكساس)

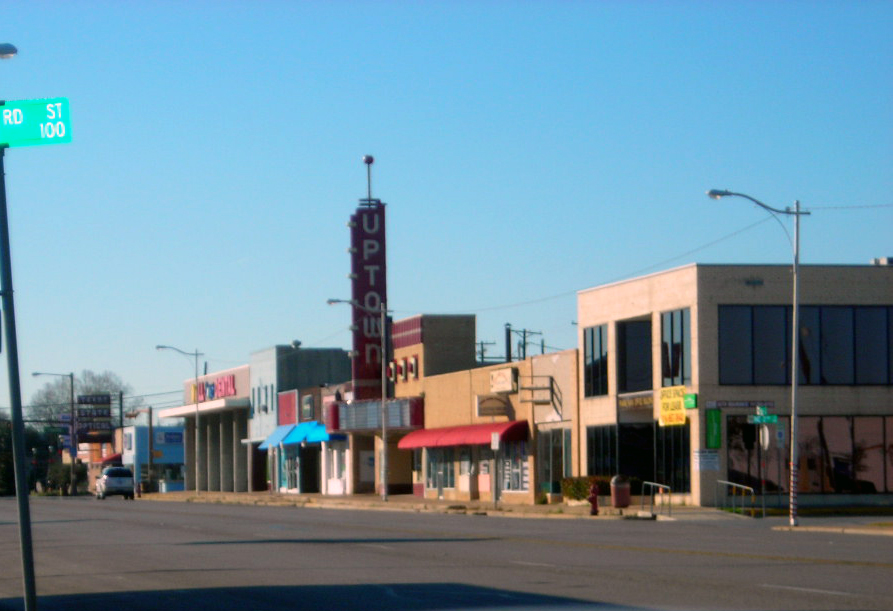
الشارع الرئيسي بغران براري

غران براري (بالإنجليزية: Grand Prairie)‏ هي مدينة أمريكية بولاية تكساس (الولايات المتحدة)، بلغ عدد سكانها 153.812 نسمة عام 2006.

## التركيبة السكانية
حدّد مكتب تعداد الولايات المتحدة بيانات التركيبة السكانية لغراند براري في تعداد الولايات المتحدة. في ما يلي، التركيبة السكانية حسب تعدادي 2000 و2010.

### تعداد عام 2000
بلغ عدد سكان غراند براري 127,427 نسمة بحسب تعداد عام 2000، وبلغ عدد الأسر 43,791 أسرة وعدد العائلات 32,333 عائلة مقيمة في المدينة. في حين سجلت الكثافة السكانية 603.9 نسمة لكل كيلومتر مربع (1,564.1/ميل2). وبلغ عدد الوحدات السكنية 46,425 وحدة بمتوسط كثافة قدره 220 لكل كيلومتر مربع (569.8/ميل2).
وتوزع التركيب العرقي للمدينة بنسبة 61.97% من البيض و13.53% من الأمريكيين الأفارقة و0.77% من الأمريكيين الأصليين و4.42% من الأمريكيين ذوي الأصول الآسيوية و0.06% من سكان جزر المحيط الهادئ و15.90% من الأعراق الأخرى و3.34% من عرقين مختلطين أو أكثر و32.99% من الهسبانيون أو اللاتينيون من أي عرق.
بلغ عدد الأسر 43,791 أسرة كانت نسبة 45.9% منها لديها أطفال تحت سن الثامنة عشر تعيش معهم، وبلغت نسبة الأزواج القاطنين مع بعضهم البعض 54.9% من أصل المجموع الكلي للأسر، ونسبة 13.7% من الأسر كان لديها معيلات من الإناث دون وجود شريك، بينما كانت نسبة 5.2% من الأسر لديها معيلون من الذكور دون وجود شريكة وكانت نسبة 26.2% من غير العائلات. تألفت نسبة 20.7% من أصل جميع الأسر من عدة أفراد يعيشون في نفس المنزل ونسبة 4.5% كانت تتألف من شخص يعيش بمفرده يبلغ من العمر 65 عاماً أو أكثر. وبلغ متوسط حجم الأسرة المعيشية 2.90، أما متوسط حجم العائلات فبلغ 3.38.
بلغ العمر الوسطي للسكان 30.5 عاماً. وكانت نسبة 30.5% من القاطنين تحت سن الثامنة عشر، وكانت نسبة 10.1% بين الثامنة عشر والرابعة والعشرين عاماً، ونسبة 34.1% كانت واقعةً في الفئة العمرية ما بين الخامسة والعشرين والرابعة والأربعين عاماً، ونسبة 18.8% كانت ما بين الخامسة والأربعين والرابعة والستين، ونسبة 6.1% كانت ضمن فئة الخامسة والستين عاماً فما فوق. يوجد لكل 100 أنثى 98.2 ذكر، ويوجد لكل 100 أنثى في الثامنة عشر من عمرها فما فوق 95.5 ذكر.

### تعداد عام 2010
بلغ عدد سكان غراند براري 175,396 نسمة بحسب تعداد عام 2010، وبلغ عدد الأسر 58,171 أسرة وعدد العائلات 43,116 عائلة مقيمة في المدينة. في حين سجلت الكثافة السكانية 831.3 نسمة لكل كيلومتر مربع (2,153.1/ميل2). وبلغ عدد الوحدات السكنية 62,424 وحدة بمتوسط كثافة قدره 295.9 لكل كيلومتر مربع (766.4/ميل2).
وتوزع التركيب العرقي للمدينة بنسبة 52.61% من البيض و20.18% من الأمريكيين الأفارقة و0.85% من الأمريكيين الأصليين و6.54% من الأمريكيين ذوي الأصول الآسيوية و0.10% من سكان جزر المحيط الهادئ و16.52% من الأعراق الأخرى و3.21% من عرقين مختلطين أو أكثر و42.70% من الهسبانيون أو اللاتينيون من أي عرق.
بلغ عدد الأسر 58,171 أسرة كانت نسبة 46.3% منها لديها أطفال تحت سن الثامنة عشر تعيش معهم، وبلغت نسبة الأزواج القاطنين مع بعضهم البعض 51.6% من أصل المجموع الكلي للأسر، ونسبة 16.3% من الأسر كان لديها معيلات من الإناث دون وجود شريك، بينما كانت نسبة 6.2% من الأسر لديها معيلون من الذكور دون وجود شريكة وكانت نسبة 25.9% من غير العائلات. تألفت نسبة 21% من أصل جميع الأسر من عدة أفراد يعيشون في نفس المنزل ونسبة 4.5% كانت تتألف من شخص يعيش بمفرده يبلغ من العمر 65 عاماً أو أكثر. وبلغ متوسط حجم الأسرة المعيشية 3.01، أما متوسط حجم العائلات فبلغ 3.52.
بلغ العمر الوسطي للسكان 31.3 عاماً. وكانت نسبة 30.9% من القاطنين تحت سن الثامنة عشر، وكانت نسبة 9.7% بين الثامنة عشر والرابعة والعشرين عاماً، ونسبة 30.6% كانت واقعةً في الفئة العمرية ما بين الخامسة والعشرين والرابعة والأربعين عاماً، ونسبة 22.2% كانت ما بين الخامسة والأربعين والرابعة والستين، ونسبة 6.7% كانت ضمن فئة الخامسة والستين عاماً فما فوق. وتوزع التركيب الجنسي للسكان بنسبة 48.9% ذكور و51.1% إناث.

## المناخ
يظهر الجدول التالي التغييرات المناخية على مدار السنة لغراند براري:
| البيانات المناخية لـغراند براري     | البيانات المناخية لـغراند براري | البيانات المناخية لـغراند براري | البيانات المناخية لـغراند براري | البيانات المناخية لـغراند براري | البيانات المناخية لـغراند براري | البيانات المناخية لـغراند براري | البيانات المناخية لـغراند براري | البيانات المناخية لـغراند براري | البيانات المناخية لـغراند براري | البيانات المناخية لـغراند براري | البيانات المناخية لـغراند براري | البيانات المناخية لـغراند براري | البيانات المناخية لـغراند براري |
| الشهر                               | يناير                           | فبراير                          | مارس                            | أبريل                           | مايو                            | يونيو                           | يوليو                           | أغسطس                           | سبتمبر                          | أكتوبر                          | نوفمبر                          | ديسمبر                          | المعدل السنوي                   |
| ----------------------------------- | ------------------------------- | ------------------------------- | ------------------------------- | ------------------------------- | ------------------------------- | ------------------------------- | ------------------------------- | ------------------------------- | ------------------------------- | ------------------------------- | ------------------------------- | ------------------------------- | ------------------------------- |
| الدرجة القصوى °ف (°م)               | 85 (29)                         | 90 (32)                         | 100 (38)                        | 100 (38)                        | 101 (38)                        | 112 (44)                        | 111 (44)                        | 109 (43)                        | 107 (42)                        | 101 (38)                        | 91 (33)                         | 87 (31)                         | 112 (44)                        |
| متوسط درجة الحرارة الكبرى °ف (°م)   | 56.6 (13.7)                     | 60.7 (15.9)                     | 68.0 (20.0)                     | 75.8 (24.3)                     | 83.4 (28.6)                     | 90.7 (32.6)                     | 95.5 (35.3)                     | 96.2 (35.7)                     | 88.5 (31.4)                     | 78.5 (25.8)                     | 67.6 (19.8)                     | 57.3 (14.1)                     | 76.6 (24.8)                     |
| متوسط درجة الحرارة الصغرى °ف (°م)   | 36.5 (2.5)                      | 40.5 (4.7)                      | 47.9 (8.8)                      | 55.5 (13.1)                     | 64.0 (17.8)                     | 72.0 (22.2)                     | 75.8 (24.3)                     | 75.9 (24.4)                     | 68.1 (20.1)                     | 57.7 (14.3)                     | 46.6 (8.1)                      | 37.5 (3.1)                      | 56.6 (13.7)                     |
| أدنى درجة حرارة °ف (°م)             | −2 (−19)                        | 9 (−13)                         | 12 (−11)                        | 30 (−1)                         | 39 (4)                          | 53 (12)                         | 58 (14)                         | 58 (14)                         | 42 (6)                          | 24 (−4)                         | 16 (−9)                         | 1 (−17)                         | −2 (−19)                        |
| الهطول إنش (مم)                     | 2.2 (56)                        | 2.6 (66)                        | 2.9 (74)                        | 3.3 (84)                        | 5.0 (130)                       | 4.7 (120)                       | 2.4 (61)                        | 2.0 (51)                        | 2.8 (71)                        | 4.5 (110)                       | 2.5 (64)                        | 2.4 (61)                        | 37.4 (950)                      |
| متوسط تساقط الثلوج إنش (سم)         | 0.5 (1.3)                       | 0.2 (0.51)                      | 0.1 (0.25)                      | 0 (0)                           | 0 (0)                           | 0 (0)                           | 0 (0)                           | 0 (0)                           | 0 (0)                           | 0 (0)                           | 0 (0)                           | 0.3 (0.76)                      | 1.1 (2.8)                       |
| متوسط أيام هطول الأمطار (≥ 0.01 in) | 7.4                             | 6.6                             | 7.5                             | 7.2                             | 10.2                            | 8.0                             | 4.8                             | 4.9                             | 5.4                             | 7.5                             | 6.7                             | 7.2                             | 83.4                            |
| متوسط الأيام المثلجة (≥ 0.1 in)     | 0.4                             | 0.3                             | 0.3                             | 0                               | 0                               | 0                               | 0                               | 0                               | 0                               | 0                               | 0                               | 0.1                             | 1.1                             |
| المصدر: Weatherbase.com             |                                 |                                 |                                 |                                 |                                 |                                 |                                 |                                 |                                 |                                 |                                 |                                 |                                 |

## أعلام
- إد باريش ساندرز
- مالكوم وليامز
- جيمس والتر إيلدر
- شيريل برنارد
- كريستي مور